# Stepne, raionul Poltava, regiunea Poltava
Stepne (în ucraineană Степне) este o comună în raionul Poltava, regiunea Poltava, Ucraina, formată numai din satul de reședință.

## Demografie
Componența lingvistică a comunei Stepne
     Ucraineană (94,21%)
     Rusă (5,43%)
     Alte limbi (0,2%)
Conform recensământului din 2001, majoritatea populației comunei Stepne era vorbitoare de ucraineană (94,21%), existând în minoritate și vorbitori de rusă (5,43%).